# 옥타비오 파스
옥타비오 파스 로사노(Octavio Paz Lozano, 1914년 3월 31일 ~ 1998년 4월 19일)는 멕시코의 시인, 작가, 비평가 겸 외교관이다.
멕시코시티 출신인 그는 진보적인 문화인이었던 할아버지의 영향으로 인해 문학에 관심이 높았으며 19세 때에 자신의 첫 시집인 《야생의 달 (Luna Silvestre)》을 발표했다. 1937년에는 내전이 한창이던 스페인에서 열린 반(反)파시스트 작가 회의에 참가했으며 1938년에 멕시코로 귀국, 멕시코의 신세대를 대표하는 작가로 활동하기 시작한다. 1944년에 미국으로 유학을 갔고 1945년에는 프랑스 파리로 유학을 갔다.
1946년부터 외교관으로 근무하면서 시집 《가석방 상태의 자유 (Libertad bajo palabra)》 (1949년 작)와 《독수리인가? 태양인가? (¿Águila o sol?)》 (1951년 작), 《격렬한 계절 (La estación violenta)》 (1956년 작), 《일장석 (Piedra de sol)》 (1957년 작), 《도롱뇽 (Salamandra)》 (1962년 작)을 비롯, 수필집 《고독의 미궁 (El laberinto de la soledad)》 (1950년 작)과 《활과 리라 (El arco y la lira)》 (1956년 작), 《느릅나무에 열린 배 (Las peras del olmo)》(1957년 작) 등을 발표했다.
1962년에는 인도 주재 멕시코 대사로 임명되었지만 1968년에 멕시코 정부가 급진파 학생들이 일으킨 시위를 무력으로 탄압한 것에 대한 항의의 뜻으로 사퇴했다. 그 뒤 케임브리지 대학교와 텍사스 대학교, 하버드 대학교 등에서 교수로 근무하면서 문학 활동을 전개했으며 시집 《하양 (Blanco)》 (1968년 작)과 《동쪽 비탈길 (Ladera este)》 (1969년 작), 《공기의 아들들 (Hijos del aire)》(1981년 작)을 비롯, 수필집 《결합과 분리 (Conjunciones y disyunciones)》 (1970년 작), 《원숭이 문법학자 (El mono gramático)》 (1974년 작) 등을 발표했다. 1981년에는 세르반테스상을 수상했고 1990년에는 노벨 문학상을 수상했다.

## 주요 작품

### 시집
- 《가석방 상태의 자유 (Libertad bajo palabra)》 (1949년 작)
- 《독수리인가? 태양인가? (¿Águila o sol?)》 (1951년 작)
- 《격렬한 계절 (La estación violenta)》 (1956년 작)
- 《일장석 (Piedra de sol)》 (1957년 작)
- 《도롱뇽 (Salamandra)》 (1962년 작)
- 《하양 (Blanco)》 (1968년 작)
- 《동쪽 비탈길 (Ladera este)》 (1969년 작)
- 《공기의 아들들 (Hijos del aire)》(1981년 작)

### 수필집
- 《고독의 미궁 (El laberinto de la soledad)》 (1950년 작)
- 《활과 리라 (El arco y la lira)》 (1956년 작)
- 《느릅나무에 열린 배 (Las peras del olmo)》(1957년 작)
- 《결합과 분리 (Conjunciones y disyunciones)》 (1970년 작)
- 《원숭이 문법학자 (El mono gramático)》 (1974년 작)